# Distretto di Manandriana
Il distretto di Manandriana è un distretto del Madagascar situato nella regione di Amoron'i Mania. Ha per capoluogo la città di Ambovombe Afovoany.
La popolazione del distretto è di 90 578 abitanti (censimento 2011).